# Revolta dels Bataus
La Revolta dels Bataus o Revolta dels Bataves fou una revolta dels bataus, un poble germànic occidental, dirigida per Claudi Civilis a la província romana de Germània Inferior entre els anys 69 i 70. Inicialment, els bataus obtingueren victòries contra les legions romanes, però després, un exèrcit romà, dirigit per Quint Petil·li Cerial (enviat pel nou emperador Tit) que entre les seves tropes disposava de la Cohors II Vasconum aconseguiren sufocar la revolta i estabilitzar la situació. En les negociacions, els bataus hagueren d'acceptar condicions humiliants, com l'estacionament permanent de legions al seu territori.